# Stanley Hall

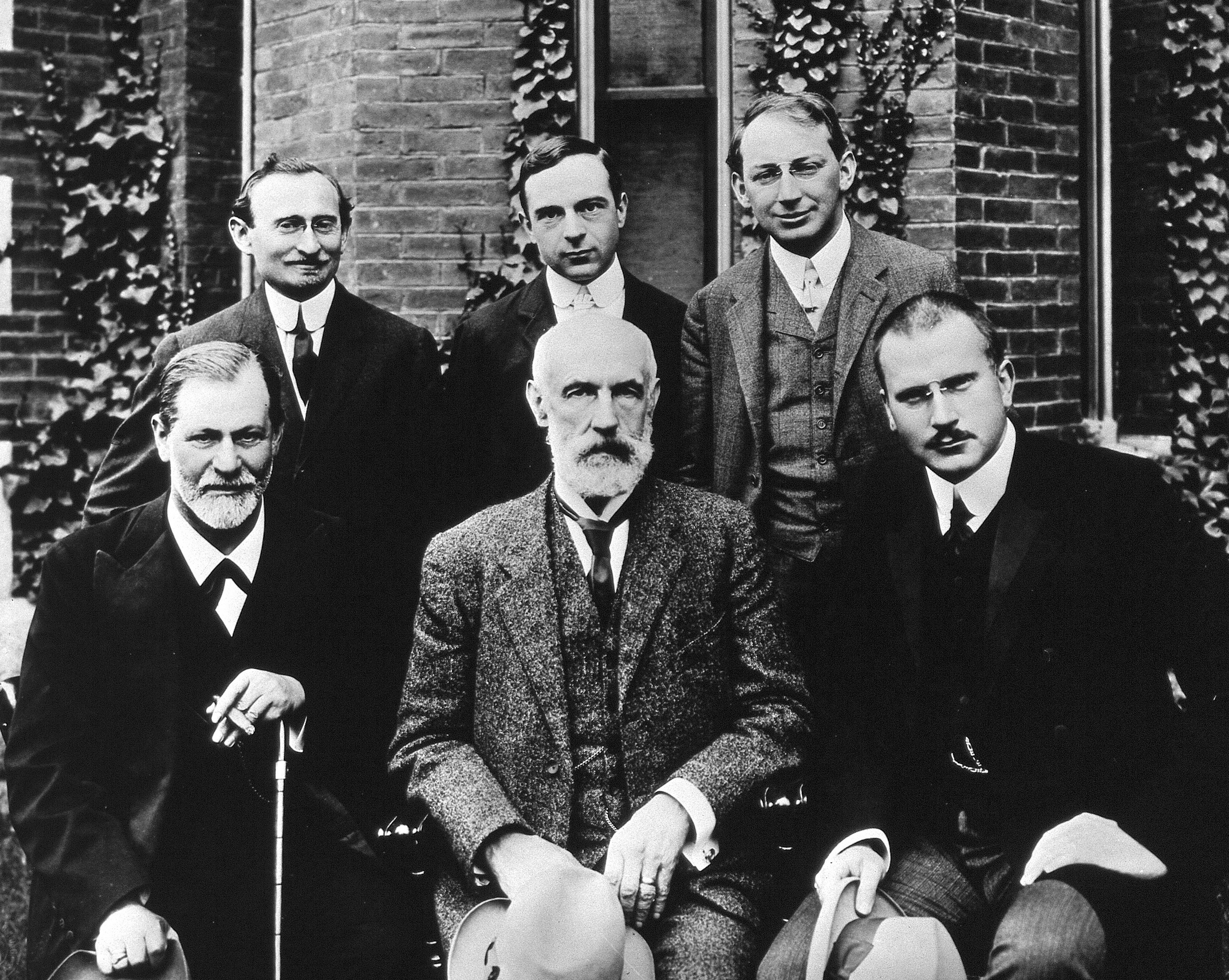
Foto di gruppo alla Clark University (1909).
Da sinistra in basso: Sigmund Freud, Stanley Hall, Carl Gustav Jung.
Fila in alto da sinistra: Abraham Brill, Ernest Jones, Sándor Ferenczi

Granville Stanley Hall (Ashfield, 1º febbraio 1846 – Worcester, 24 aprile 1924) è stato uno psicologo e pedagogista statunitense.

## Biografia
Si laureò nel 1867 presso il Williams College. Ispirato dal classico "Principi di Psicologia Fisiologica" di Wilhelm Wundt, iniziò il suo dottorato di ricerca in Psicologia sotto la supervisione del funzionalista William James dell'Università di Harvard. Durante i suoi studi, svolse un periodo di ricerca in Europa, presso il laboratorio di Lipsia di Wundt, di cui poi importò i metodi negli Stati Uniti.
Dal 1882 al 1888 fu docente di Psicologia e Pedagogia presso la Johns Hopkins University, dove fondò il primo laboratorio di Psicologia Sperimentale degli Stati Uniti. Nel 1887 fondò l'American Journal of Psychology.
Nel 1889 fu nominato primo Presidente della Clark University, carica che occupò fino al 1920. 
In questa posizione, fu il promotore ed organizzatore del celebre "Incontro della Clark University" del 1909, con la partecipazione di Sigmund Freud e Carl Gustav Jung (e di altri noti psicoanalisti europei), che segnò l'avvio della diffusione della psicoanalisi negli Stati Uniti.
Nel 1892 fondò, assieme ad altri 25 soci, l'American Psychological Association, della quale fu eletto primo Presidente.

## Il pensiero
Si occupò in particolare di ricerca sulla psicologia dello sviluppo. Fortemente influenzato dal pensiero di Charles Darwin e Ernst Haeckel, si occupò di ereditarietà del comportamento, di psicologia dell'educazione e di psicologia dell'adolescenza, fase da lui distinta dall'infanzia.
Espresse tesi fortemente autoritarie e conservatrici, anche in ambito educativo.
Hall vede nel comportamento ludico dei bambini il riapparire di comportamenti che hanno caratterizzato l'umanità nelle fasi iniziali della storia evolutiva. Il bambino ripercorre nel suo sviluppo il cammino dell'uomo, rivivendo l'atmosfera che fu propria dei primi abitanti della terra, con le tendenze alla lotta, alla caccia, all'esplorazione; l'ontogenesi ricapitola la filogenesi.

## Opere
- Hints toward a Select and Descriptive Bibliography of Education (1886), con John M. Mansfield
- The Contents of Children's Minds on Entering School (1894)
- Adolescence: Its Psychology and Its Relations to Physiology, Anthropology, Sociology, Sex, Crime, Religion and Education (2 volumi, 1904)
- Youth: Its Education and Regimen (1906)
- Educational Problems (2 volumi, 1911)